# Kampf um die Ostsee – Das Wrack der Hedvig Sophia
Kampf um die Ostsee – Das Wrack der Hedvig Sophia är en tysk dramadokumentär från 2009 av tyska TV-kanalen ZDF och i franska TV-kanalen Arte.
Filmen utgår från fyndet av vraket av Hedvig Sofia som gjorts i tyska Kielerbukten och handlar om Sveriges nederlag mot Danmark 1715 vid sjöslaget i Femer bält under Karl XII. I ett sjöslag förlorade Sverige en stor del av sin krigsflotta till den danska kronan. Detta var en triumf för den danske kapten Wessel, mera känd under namnet Tordenskiöld. De dramatiserade delarna av filmen är inspelade på Ostindiefararen Götheborg.